# Станка Пенчева
Станка Михайлова Пенчева е българска поетеса.

## Биография
Родена е на 9 юли 1929 г. в Сливен, като трето дете в семейството. Баща ѝ е земеделец, майката – домакиня. В родния си град завършва средното си образование. Тук, в детския вестник „Изгрев“, са отпечатани за пръв път нейни стихотворения (1941 – 1942 г.), а в централния печат – през 1946 – 1947 година.
През 1952 г. завършва руска филология в Софийския университет и се свързва с младежките литературни среди. Започва работа в литературната редакция на Българското национално радио (1951 – 1955) През същата година излиза първата ѝ стихосбирка „Пълнолетие“. Приета е в Съюза на българските писатели. Две години (1956 – 1958) живее със семейството си в Русе, кореспондент е на вестник „Народна култура“.
Работи още в литературното списание „Септември“ (1959 – 1975) и в списание „Отечество“ (1975 – 1986). Освен поезия публикува публицистика и преводи, главно от руски език. Членува в Съюза на българските журналисти и Съюза на преводачите в България. Пътува много из страната, среща се с почитатели на поезията в почти всички наши градове, изнася и самостоятелни авторски рецитали.
Станка Пенчева е автор на 27 стихосбирки, 3 книги с публицистика, една с автобиографична проза и една повест за деца. Отделни нейни творби са превеждани на руски, румънски, беларуски, английски, арабски, португалски, полски, шведски, хинди, испански, турски, френски, латвийски, украински, полски, чешки, словашки, сърбохърватски и др. Има издадени стихосбирки на грузински език.
Омъжвала се е два пъти – за Климент Цачев и за Георги Бурмов. Има дъщеря и внук.

## Признание
Носител е на следните отличия:
- награда на Съюза на българските писатели за поезия (1970 и 2002)
- награда „Добри Чинтулов“ (1996)
- награда „П. К. Яворов“ (2000)
- награда „Златен ланец“ на вестник „Труд“ (2003)[1]
- награда „Иван Николов“ (2007)[2]

Носител е и на орден „Кирил и Методий“ – I степен (1974).
Регионалната библиотека „Проф. Б. Цонев“ в Ловеч издава подробен библиографски указател на творчеството ѝ (2006).
От 2012 г. в Стралджа се провежда национален литературен конкурс „Станка Пенчева“. 

### Поезия
- „Пълнолетие“ (1952)
- „Опъната струна“ (1957)
- „Кладенецът на птиците“ (1960)
- „Вселена“ (1964)
- „Земя на огньовете“ (1965)
- „Горчива билка“ (1966)
- „Ябълковата градина“ (1967)
- „Есенно сияние“ (1968)
- „Моята власт“ (1970)
- „Пясъчна лилия“ (1972)
- Избрана лирика (1973)
- „Хляб и сол“ (1973)
- „Планета за двама“ (1977)
- Избрана лирика (1979)
- „Без свидетели“ (1982)
- „Недовършен свят“ (1982)
- „Разкопки“ (1984)
- „Сезонът на загубите“ (1986)
- „Многоликата“ (1986)
- „Родената на прага“ (избрани стихове, т. I, 1989)
- „Гола душа“ (избрани стихове, т. II, 1989)
- „Опит за бягство“ (1992)
- „Къща от думи“ (1995)
- „Градините на любовта“ (избрана любовна лирика, 1996)
- „Старомодни стихове“ (2002)
- „Отвън – отвътре“ (стихове, 2002)
- „Незабрава“ (избрани стихотворения, 2004)
- „Преддверие“ (2006)

### Публицистика
- „Човек за човека…“ (1976)
- „Помежду им – ела тънковита“ (1982)
- „Разкопки“ (1984)
- „И тече през мен реката“ (1988)

### Други
- „Мили бате!... Писма на един дакел“ (повест за деца, 1995; второ допълнено издание, 2002) – екранизиран като 10-сериен детски телевизионен филм, 2000, сценарист Правда Далекова, режисьор Мариана Евстатиева
- „Дървото на живота“ (документална проза, 1999)
- „Тук съм“ (автобиографична книга от 2 тома, 2008)